# Катеринин, Анатолий Семёнович
Катери́нин Анато́лий Семёнович (1923 —1984) —  педагог, первый ректор Павлодарского педагогического института (1962-1977)

## До назначения ректором
Детство и юность провёл в Караганде.
Поступил в Учительский институт Народного Комиссариата Просвещения Казахской АССР. После окончания училища, работал в нём преподавателем.
В последующие годы работал заведующим лекторской группой Карагандинского обкома компартии Казахстана, помощником первого секретаря Карагандинского обкома партии, заведующим отделом пропаганды редакции областной газеты «Социалистическая Караганда», ответственным секретарем журнала «Блокнот агитатора», заместителем заведующего отделом пропаганды и агитации Карагандинского обкома партии.
С марта 1953 года Анатолий Семёнович занимал должности в качестве заведующего отделом пропаганды и агитации Павлодарского обкома партии, редактора областной газеты «Павлодарская правда», закончил Высшую партийную школу при ЦК КПСС.

## На должности ректора
19 сентября 1962 года назначен первым ректором Павлодарского педагогического института, находившегося, на тот момент, на четвёртом этаже школы № 7. Вскоре, ППИ получил в своё распоряжение новое пятиэтажное здание СШ № 3 по ул. Куйбышева (ныне - Торайгырова).
За годы руководства Катеринина были построены учебно-лабораторный корпус, спортивный комплекс, крытый плавательный бассейн, 2 студенческих общежития по 515 мест каждое, столовая на 200 посадочных мест, создана специальная агробиостанция. 
В 1977 году покинул пост ректора по состоянию здоровья, в связи с пережитыми инфарктами.
Скончался в 1984 году на 62 году жизни.

## Награды
В 1972 году Анатолий Катеринин был награжден орденом Трудового Красного Знамени, Почетными Грамотами Верховного Совета Казахской ССР, медалями “За доблестный труд", “За трудовое отличие". Ему было присвоено звание "Отличник просвещения СССР".

## Личная жизнь
Имеет двух сыновей —  Петра и Анатолия.  

## Память
30 ноября 2012 года в память о первом ректоре Павлодарского педагогического института Анатолии Семеновиче Катеринине на здании учебного заведения установлена мемориальная доска.